# Informe Cottrell
El Informe Cottrell es el nombre coloquial de un documento emitido por el Parlamento Europeo el 22 de mayo de 1984.
En 1983, el eurodiputado conservador británico Richard Cottrell presentó ante el Parlamento Europeo un informe basado en trabajos previos acerca de la peligrosidad de determinados nuevos movimientos religiosos y sectas destructivas.
Durante más de un año se realizó un estudio sobre dicho dossier, y el 22 de mayo de 1984 el Parlamento Europeo lo aprobó por 98 votos a favor, 28 en contra y 27 abstenciones.

## Lista de grupos sectarios
Los grupos involucrados en este informe fueron:
- Ananda Marga
- Asociación Cristiana del Verbo Divino
- Bhagwan Sri Rajnish (después rebautizado Osho).
- Iglesia de la Cienciología (Dianética).
- Iglesia de la Unificación.
- Longo Mai
- Luz Vida Amor
- Meditación Trascendental (del gurú indio Maharishi Mahesh Yogui).
- Misión de la Luz Divina
- Niños de Dios, también llamados La Familia, Familia del Amor, Misioneros Cristianos (del gurú estadounidense Mo David).
- Nueva Acrópolis, grupo esotérico (del argentino Jorge Ángel Livraga Rizzi).
- Hare Krishna (rama del hinduismo, creada en 1965 por el gurú bengalí Bhaktivedanta Swami).
- Sokka Gakkai, asociación budista
- The Way International
- Thetapeda
- TFP (Tradición, Familia y Propiedad).
- Trois Saints Coeurs
- Wolfbrunnen Meinhard-Schawebda

Las conclusiones de este informe generaron gran polémica. Los grupos aludidos (acusados de lavado de cerebro e intolerancia religiosa) denunciaron que el mismo era parte de una campaña de intolerancia religiosa y apelaron a la libertad de cultos.
La Iglesia de la Unificación[cita requerida] denunció que Richard Cottrell era católico y que había recibido gran parte de la información de la Iglesia católica, la cual estaría alarmada ante el avance de las denominadas sectas religiosas.
El 13 de julio de 1998, el Parlamento europeo dejó de dar relevancia al informe.
Paralelamente, el Consejo de Europa emitió una serie de informes relacionados con las actividades de los llamados nuevos movimientos religiosos. En 1999, el Consejo de Europa publicó sus recomendaciones con respecto a grupos religiosos minoritarios y actividades ilegales de sectas recomendando no legislar específicamente las actividades de los grupos religiosos, perseguir las actividades constitutivas de delito por los medios judiciales ordinarios y sugiriendo a los diferentes gobiernos miembros del Consejo acciones enfocadas a la prevención y la garantía de libertad de culto y respeto religiosos así como el establecimiento de centros de información independientes acerca de las sectas y los movimientos religiosos minoritarios.